# 프란체스코 베누시
프란체스코 베누시(이탈리아어: Francesco Benussi, 1981년 10월 15일, 이탈리아 메스트레 ~ )는 은퇴한 이탈리아의 축구 선수다.

## 수상
- 세리에 B 3위: 2008 (레체)
- 세리에 C1 우승: 2002 (아스콜리)